# Deseda
Deseda [dešeda] je přehradní nádrž v maďarské župě Somogy, nacházející se severovýchodně od města Kaposvár. S délkou 8 km je nejdelší maďarskou přehradní nádrží. Jezero vzniklo v roce 1974 vytvořením přehrady na stejnojmenném potoce Deseda-patak. Přehrada se nachází v blízkosti města Kaposvár (konkrétně jeho čtvrtí Kaposfüred a Toponár) a obcí Somogyaszaló a Magyaregres. Je oblíbenou turistickou a rekreační destinací, navštěvovanou především obyvateli Kaposváru.
Přehrada byla pojmenována podle potoka Deseda-patak, který jím protéká. Název Deseda pravděpodobně pochází od maďarského osobního jména Ders nebo Dés (používané například jako maďarský název rumunského města Dej). V blízkosti dnešní obce Somogyaszaló se pravděpodobně ve středověku nacházela vesnice Dershida nebo Déshida (středověkým pravopisem Deushyda, Deshyda). V roce 1975 vznikl návrh na přejmenování jezera na Déshida, ten však nebyl uskutečněn.
V přehradě žije velké množství ryb, a proto je známým místem pro rybolov. Mezi druhy, které v jezeru žijí, patří kapr obecný, amur bílý, cejn velký, karas obecný, candát obecný, sumec velký, štika obecná, hořavka hořká, sekavec písečný, piskoř pruhovaný, lín obecný, bolen dravý, tolstolobik bílý, úhoř říční, perlín ostrobřichý, candát východní, cejnek malý, plotice obecná, ouklej obecná, okoun říční, kapr koi, slunečnice pestrá, ježdík obecný, sumeček americký, hlaváč říční a střevlička východní.